# Spike (Elvis Costello)
Spike  è il dodicesimo album discografico del cantautore inglese Elvis Costello pubblicato su CD dalla Warner Bros. Records nel 1989.

## Descrizione
Al disco (il primo pubblicato per la Warner Bros.) ha partecipato Paul McCartney come musicista e coautore di due brani, tra cui la hit Veronica.
Per facilitare le sessioni in studio, il produttore T-Bone Burnett ha deciso di registrare l'album in quattro studi diversi con diversi gruppi di musicisti: gli studi sono Ocean Way Recording di Hollywood, Southland Studios di New Orleans, Windmill Lane Studios di Dublino e AIR Studios di Londra.
Il singolo Veronica ha raggiunto la posizione #19 della Billboard Hot 100 e la #31 della Official Singles Chart. L'altro singolo This Town non ha bissato il successo.
Il brano Let Him Dangle è una critica alla pena di morte, in particolare fa riferimento all'esecuzione di Derek Bentley.
La traccia Tramp the Dirt Down è invece una critica ai metodi governativi di Margaret Thatcher.

## Tracce
Tutte le canzoni sono scritte da Elvis Costello, tranne dove indicato.
1. ...This Town... – 4:32
2. Let Him Dangle – 4:45
3. Deep Dark Truthful Mirror – 4:07
4. Veronica (Costello, Paul McCartney) – 3:09
5. God's Comic– 5:31
6. Chewing Gum" – 3:47
7. Tramp the Dirt Down – 5:41
8. Stalin Malone – 4:09
9. Satellite – 5:45
10. Pads, Paws and Claws (Costello, McCartney) – 2:56
11. Baby Plays Around (Costello, Cait O'Riordan) – 2:47
12. Miss Macbeth – 4:23
13. Any King's Shilling – 6:07
14. Coal-Train Robberies – 3:18
15. Last Boat Leaving – 3:31

## Formazione
Gruppo
- Elvis Costello – voce, chitarre, basso, mandolino, piano, organo, campane
- T-Bone Burnett - chitarra, basso
- Cait O'Riordan - maracas, campane

Dublino
- Derek Bell – arpa, dulcimer
- Frankie Gavin – violino
- Dónal Lunny – chitarra acustica, bouzouki
- Davy Spillane – tube, fischio
- Steve Wickham – violino
- Christy Moore – bodhran
- Pete Thomas – batteria

New Orleans
- Lionel Batiste – grancassa
- The Dirty Dozen Brass Band – tromba
- Willie Green - batteria
- Kevin Harris – sax tenore
- Charles Joseph – trombone
- Kirk Joseph – sousafono
- Roger Lewis – sax baritono, sax soprano
- Jenell Marshall – rullante
- Allen Toussaint – pianoforte
- Efrem Towns – tromba

Hollywood
- Michael Blair – glockenspiel, marimba, tamburello, xilofono, campane, timpani, vibrafono, Chinese drums, coprimozzo, incudine, frusta, rullante, altri strumenti
- Ralph Forbes – batteria
- Mitchell Froom – organo, harmonium, piano, chamberlin
- Roger McGuinn – chitarra a 12 corde, basso
- Jim Keltner – tom-tom, rullante, cembalo cinese
- Jerry Marotta – batteria
- Buell Neidlinger – violoncello, contrabbasso
- Marc Ribot – banjo, chitarra elettrica, chitarra classica spagnola
- Jerry Scheff – basso elettrico, contrabbasso
- Benmont Tench – piano, clavinet, spinetta, Vox
- Tom "T-Bone" Wolk – fisarmonica, basso

Londra
- Chrissie Hynde – cori
- Nick Lowe - basso
- Paul McCartney – basso
- Pete Thomas - batteria

## Classifiche
- Official Albums Chart - #5[1] (disco d'oro, oltre 100.00 copie)
- Billboard 200 - #32[2] (disco d'oro, oltre 500 000 copie)